# Karel Bartošek
 Karel Bartošek (* 30. Juni 1930 in Skuteč; † 19. Juli 2004 in Paris) war ein tschechischer Historiker und Publizist, der zuletzt in Frankreich lebte.

## Leben
Karel Bartošek, der in einer Arbeiterfamilie geboren wurde, trat bereits sehr jung der Kommunistischen Partei der Tschechoslowakei bei. In dieser Zeit vertrat er die Parteilinie und verfasste einige stark prokommunistisch gefärbte Pamphlete. Er studierte Philosophie auf der Karls-Universität in Prag, wo er später Professor wurde. 1960–1970 war er Mitglied der Tschechoslowakischen Akademie der Wissenschaften. Zu seinen Schwerpunkten gehörte vor allem die jüngere tschechische Geschichte.
Nach und nach verließ Bartošek die Positionen des orthodoxen Kommunismus und engagierte sich bereits in der Vorbereitung des Prager Frühlings. Nach 1968 wurde er aus der Partei ausgeschlossen und war als Hilfsarbeiter tätig, er verbrachte auch sechs Monate im Gefängnis. 1977 unterschrieb er die Charta 77. 
1982 reiste er nach Frankreich aus, wo er am CNRS tätig war. Bis 1996 arbeitete er als wissenschaftlicher Mitarbeiter am Institut für die Geschichte der Gegenwart in Paris.
1997 hat er mit einigen anderen Koautoren Das Schwarzbuch des Kommunismus verfasst, das eine Gesamtbilanz von 80 Jahren Kommunismus wiedergibt.

## Werke
- Přehled československých dějin. Díl 3, 1918–1945 (Übersicht der tschechoslowakischen Geschichte. Teil 3, 1918–1945), Československá akademie věd, Praha 1958,
- Pražské povstání 1945 (Prager Aufstand 1945), Naše vojsko, Praha 1960
- Independent Historiography in Czechoslovakia, 1985
- Zpovídání: pražské rozhovory 1978–1982 (Prager Gespräche 1978–1982), '68 Publishers, Toronto 1989
- Stéphane Courtois, Nicolas Werth, Jean-Louis Panné, Andrzej Paczkowski, Karel Bartošek, Jean-Louis Margolin, Rémi Kauffer, Pierre Rigoulot, Pascal Fontaine, Yves Santamaria, Sylvain Boulouque: Le livre noir du communisme - Crimes, terreur, répression. Robert Laffont, Paris 1997, ISBN 2-221-08-204-4; Bouquins, 1999, ISBN 9782221088616; Pocket, 2009, ISBN 226619187X
- Stéphane Courtois usw., Joachim Gauck, Ehrhart Neubert: Das Schwarzbuch des Kommunismus – Unterdrückung, Verbrechen und Terror. (1998) Piper Verlag, München 2004, ISBN 3-492-04053-5
- Les Aveux des archives. Prague-Paris-Prague, 1948–1968 (1996)
- Les sociétés, la guerre et la paix de 1911 à 1946: Europe, Russie puis URSS, Japon, États-Unis, 2003